# Tečić
Tečić (Servisch cyrillisch Течић) is een plaats in de Servische gemeente Rekovac. De plaats telt 660 inwoners (2002).